# Northumberland House

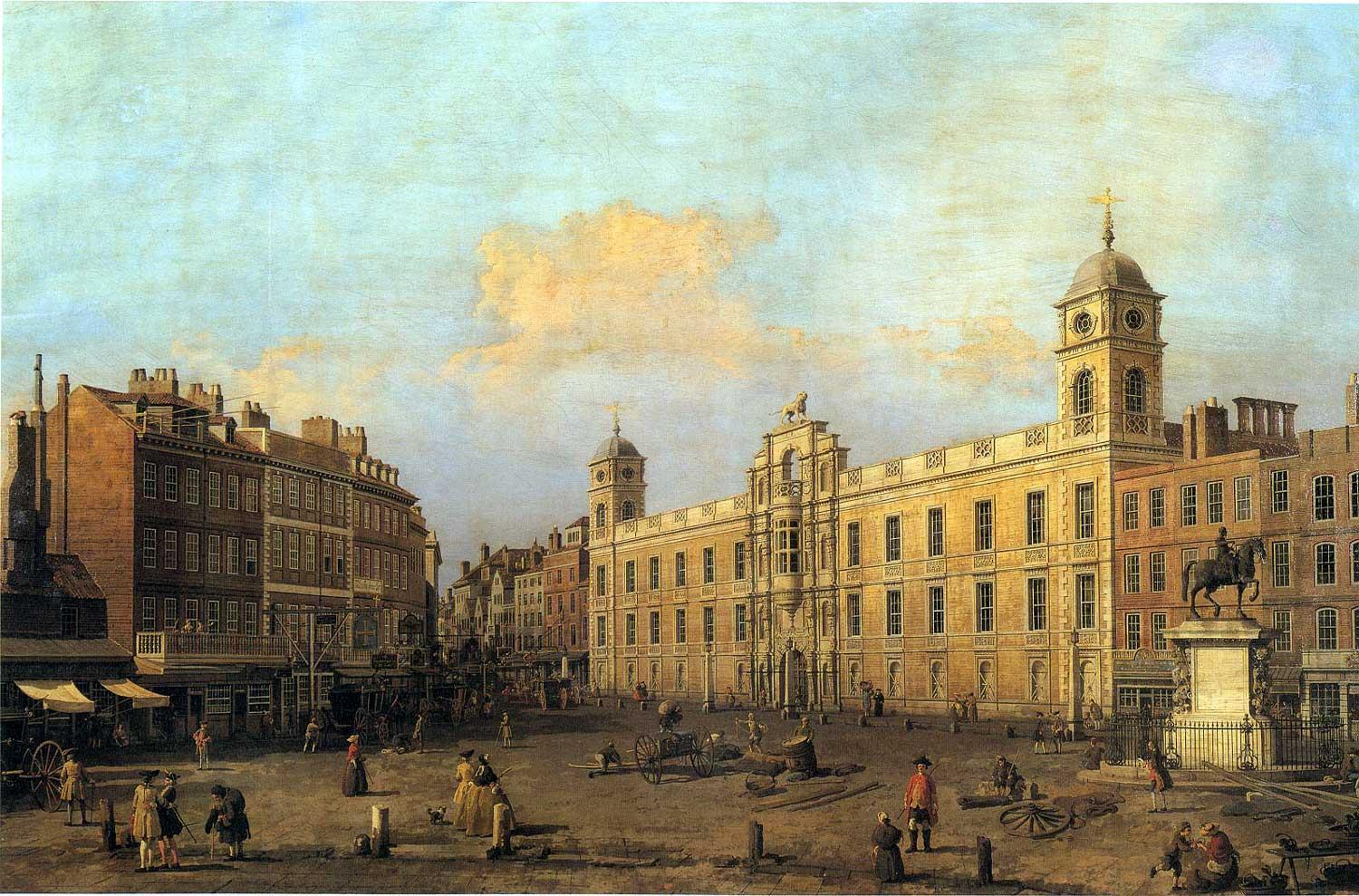
Pintura de Northumberland House por Canaletto, 1752.

Northumberland House foi um grande palácio londrino em Estilo Jacobeano, o quial era assim chamado por ter sido, durante a maior parte da sua história, a residência em Londres da família Percy, que foram Condes e mais tarde Duques de Northumberland, tendo sido uma das mais ricas e mais proeminentes dinastias aristocráticas da Inglaterra, por muitos séculos. Ficava situado no extremo Oeste da Strand, desde cerca de 1605 até à sua demolição em 1874. Nos seus últimos anos tinha vista para a Trafalgar Square.
No século XVI a Strand, a qual ligava a Cidade de Londres com o centro real de Westminster, era delineada com as mansões de alguns dos mais ricos prelados e nobres ingleses. A maioria das maiores casas ficava no lado Sul da estrada e tinham jardins descendo para o Tâmisa. Cerca de 1605, Henrique Howard, 1º conde de Northampton limpou um local no  Charing Cross e construiu ele mesmo uma mansão, a qual foi conhecida inicialmente como  Northampton House. A fachada para a Strand ficava 162 pés (49 m.) afastada e o fundo da casa era marginalmente maior. Tinha um único patio central e torretas em cada canto. 
O esquema reflecte as tradições medievais, com um Grande Hall como sala principal, e apartamentos separados para os membros da família, que podia ainda incluir nesta época cavalheiros de serviço. Muitos destes apartamentos podiam ser acedidos por portas exteriores no pátio, ao estilo visto nos colégios de Oxbridge. O exterior era embelezado com ornamentos clássicos ao estilo solto dos ambiciosos edifícios Jacobeanos. A mais impressionante característica exterior era a elaborada portaria de quatro pisos entalhada em pedra, voltada para a Strand. O jardim tinha 160 pés de largura e mais de 300 de comprimento, mas ao contrário dos jardins das mansões vizinhas para Este, este não chegava até ao rio.

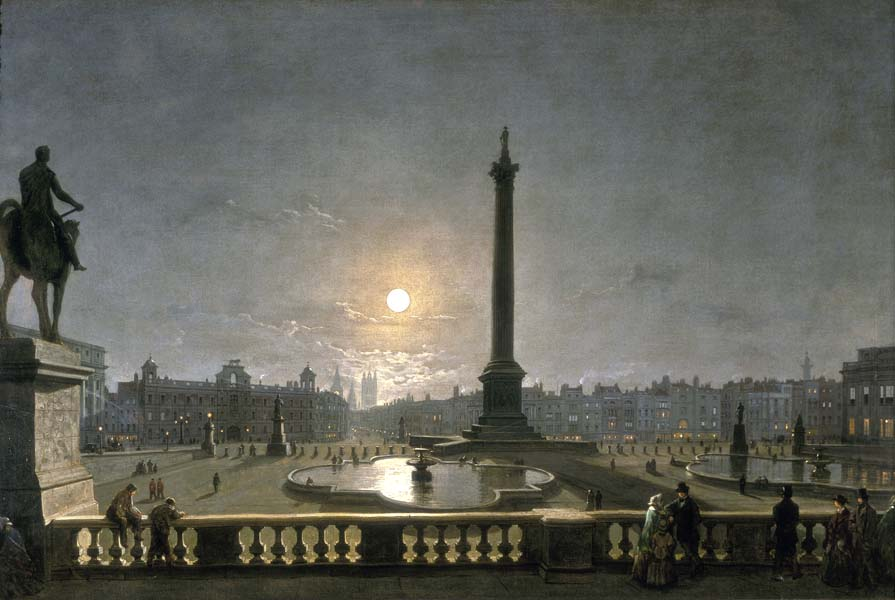
Northumberland House, à esquerda, numa pintura de cerca de 1865

A casa passou de Lord Northampton para os Condes de Suffolk, que eram um outro ramo da poderosa família Howard, liderada pelos Duques de Norfolk, e na década de 1640 foi vendida ao Conde de Northumberland pelo preço de 15.000 libras a descontar no ajuste de casamento quando este casou com uma Howard.
Foram feitas alterações regulares no dois séculos seguintes em resposta às mudanças da moda e a fazer o esquema mais conveniente ao estilo de vida contemporâneo. O arquitecto John Webb foi contratado entre 1657 e 1660 para relocalizar as acomodações da família desde a fachada da Strand, para a fachada do jardim. Durante as décadas de 1740 e 1750 a fachada para a Strand foi largamente reconstruída e duas alas foram adicionadas, projectadas desde o final da fachada do jardim em ângulos rectos. Estas tinham mais de 100 pés de comprimento e continham um salão de baile e uma galeria de pintura, a última com 106 pés (32 metros)de comprimento. O estilo dos novos interiores era Paladino tardio  e os arquitectos foram Daniel Garrett até à sua morte em 1753, e depois o mais conhecido James Paine. Em meados da década de 1760 Robert Mylne foi contratado para recobrir o pátio em pedra, e talvez tenha também sido responsável pelas extensões para as duas alas do jardim feitas nessa época. Na década de 1770 Robert Adam foi encarregado de redecorar as salas de cerimónia na fachada do jardim. A "Glass Drawing Room" de Northumberland House foi um dos seus interiores mais celebrados. Parte da fachada para a Strand foi reconstruída depois de um incêndio ocorrido em 1780. Em 1819 Thomas Cundy reconstruiu a fachada do jardim cinco pés para Sul devido à instabilidade da parede, e em 1824 adicionou uma nova escadaria principal.   

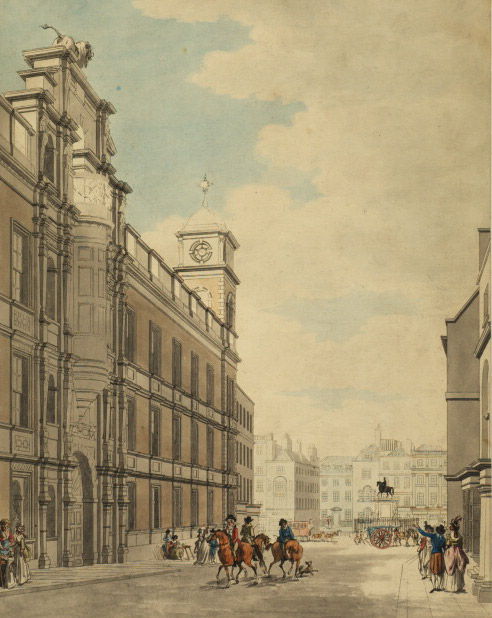
Gravura com uma vista parcial de Northumberland House.

Em meados do século XIX todas as outras mansões da Strand tinham sido demolidas. A área era largamente comercial não era um local da moda para viver. De quaquer forma o Duque de Northumberland da época estava relutante em deixar a casa dos seus ancestrais, apesar das pressões do "Metropolitan Board of Works", o qual pretendia construir uma estrada através daquele local para ligar as novas vias ao longo do "Embankment". Depois de um incêndio, que causou danos substanciais, o Duque acabou por aceitar a oferta de 500.000 libras, em 1866. Northumberland House foi demolido e a "Northumberland Avenue" construída no seu lugar. 
Um dos maiores edifícios da Northumberland Avenue foi um hotel de 500 quartos chamado Victoria Hotel. Durante a Segunda Guerra Mundial, foi tomado pelo governo para uso pelo Ministério da defesa do Reino Unido e renomeado Northumberland House. Este "novo" Northumberland House foi deixado vazio por vários anos até que foi comprado pela London School of Economics para conversão numa residência para estudantes. O edifício foi aberto para os alunos no início do ano académico de 2006-2007.